# Sinanapis medogensis
Espèce
Sinanapis medogensis est une espèce d'araignées aranéomorphes de la famille des Anapidae.

## Distribution
Cette espèce est endémique du Tibet en Chine,. Elle se rencontre dans le xian de Mêdog.

## Description
Le mâle holotype mesure 1,86 mm et la femelle paratype 1,96 mm.

## Étymologie
Son nom d'espèce, composé de medog et du suffixe latin -ensis, « qui vit dans, qui habite », lui a été donné en référence au lieu de sa découverte, le xian de Mêdog.

## Publication originale
- Zhang & Lin, 2018 : A review of the spider genus Sinanapis, with the description of a new species from Tibet (Araneae, Anapidae). ZooKeys, no 790, p. 45-61 (texte intégral).